# 天主教伊瓜蘇港教區
天主教伊瓜蘇港教區（拉丁語：Dioecesis Portus Iguassuensis）是阿根廷一個羅馬天主教教區，屬科連特斯總教區。
教區於1986年6月16日成立，位於米西奧內斯省東部，2004年時有210,000名教友（佔轄區總人口70.0%）、25個堂區和39名司鐸。
現任教區主教為尼各老·拜西，榮休主教為才祿·洛夫·馬托雷爾。